# Майданська Софія Василівна
Софі́я Васи́лівна Майда́нська (нар. 7 вересня 1948, Азанка Свердловської області) — українська письменниця. Заслужений діяч мистецтв України (2004) .

## Біографія
Середню та спеціальну освіту здобула в Чернівцях. Закінчила 1973 року Львівську консерваторію. Викладала з 1973 року в Кам'янець-Подільському педагогічному інституті (скрипка), потім у Київському інституті культури.
Закінчила Вищі літературні курси в Москві.
Член Спілки письменників України з 1979 року.

## Нагороди і звання
- Заслужений діяч мистецтв України (2004),
- Орден княгині Ольги III ст. (22 січня 2019) — за значний особистий внесок у державне будівництво, зміцнення національної безпеки, соціально-економічний, науково-технічний, культурно-освітній розвиток Української держави, вагомі трудові досягнення, багаторічну сумлінну працю[3]

## Творчість
- Збірки віршів:
  - «Мій добрий світ» (1977),
  - «Долоні континентів» (1979),
  - «Похвала землі» (1981),
  - «Терези» (1986),
  - «Повноліття надій» (1988),
  - «Освідчення» (1990),
  - «Ввійди і ти у цей собор» (вибране, 1993),
  - «Зійшло мені сонце печалі» (вибране, 2007).
- Повісті:
  - «Про дівчинку, яка малювала на піску»,
  - «По той бік студеного плину»,
  - «Провідна неділя».
- Романи:
  - «Землетрус»,
  - «Діти Ніоби»,
  - «In te speravi».
- Книги для дітей:
  - «Їде мишка на машині» (1989),
  - «Ой радуйся, земле» (1990),
  - «Пригоди Галки Димарівни» (1991),
  - «Христос воскрес» (1993).
- П'єси:
  - «Чарівна шабля»,
  - «Чалинка»,
  - «Кривавий скарб»,
  - «Зрада».
- Сценарії, лібрето:
  - сценарій Першого фестивалю сучасної української пісні та популярної музики «Червона рута'89» (1989),
  - сценарії для власноруч створеного театру поезії та музики українського бароко «Вертоград» (1990—1992),
  - лібрето для ораторії «Святий Дніпро» (співавтор — композитор Валерій Кікта) до 40-річчя хору «Дніпро» в Едмонтоні (Канада) (1992),
  - сценарій першої «Маланки» (карнавального свята) в Києві (1993),
  - сценарій концертної програми до Дня Києва (1994),
  - лібрето монументального музично-сценічного дійства «Золотий камінь посіємо» з нагоди ювілею Ніни Матвієнко (палац «Україна» в Києві) (1998),
  - сценарій музично-сценічного дійства, присвяченого 1000-річчю української писемності (1999),
  - постановка вечора «Щастя, де ти живеш?» до 270-річчя з дня народження Григорія Сковороди (2002),
  - сценарій літературно-музичного вечора «Непереможна українська Брунгільда», присвяченого 130-річчю від дня народження Соломії Крушельницької (2003),
  - сценарій і режисура літературно-музичної драми (фільм-моновистава) «Твої очі, як те море: листки обпалені коханням», поставленої на основі листів Івана Франка до Ольги Рошкевич, фрагментів повісті «Сойчине крило» та поезій зі збірки «Зів'яле листя» (2006).
- Есе «Шевченко і музика».

Окремим виданням вийшла книжка поезій в перекладі португальською мовою «RIO MONTES» (1998). Переклад здійснила Віра Вовк, українська письменниця в Бразилії.
Лауреат літературних премій «Благовіст» (1997) та імені Олеся Гончара (1998), конкурсу Фонду імені Петра і Лесі Ковалевих.

## Публікації
- «Розбите світло першої сльози…»; Похвала коноплям; «Важка, як сповідь, ця морська вода…»; Іван // Антологія української поезії. — Т. 6. — К., 1986. — С. 403—404; с. 402 — фото, біографічна довідка.
- «Колись було весело нам…» // Оріон золотий: Любовна лірика українських радянських поетів. — К., 1986. — С. 353—354; с. 353 — біографічна довідка.
- По той бік студеного плину: Оповідання // Березіль. — 1992. — № 3—4. — С. 26—47.
- Город-легенда // Новый мир. — 1982. — № 12. — С. 249—251.
- Долоні континентів: Поезії. — К.: Молодь, 1979. — 94 с.; портрет — с. 2, про автора — с. 92.
- Похвала землі: Поезії / Рецензент Н. О. Кащук. — К.: Радянський письменник, 1981. — 62 с.